# 야마나카촌 (아이치현)
야마나카촌(山中村)은 아이치현 누카타군에 설치되었던 촌이다. 현재의 오카자키시 동부에 해당한다.